# Charles Van Roose
Charles Van Roose est un peintre et dessinateur belge de genre, de portraits et de natures mortes, également dessinateur publicitaire, on connaît de lui surtout de splendides représentations de nus.
Après avoir suivi sa formation à l'Académie royale des beaux-arts de Bruxelles, il devient rapidement l'un des principaux illustrateurs et créateurs de dessins art nouveau.

## Œuvres
- Roses, cerises, statuette japonaise (HST signée en bas à droite, 75 x 60 cm)[1]
- Nu vu de dos (HST signée en bas à gauche, 60 x 50 cm)
- Modèle aux bas, de dos (Pastel signé en bas à droite, 33 x 19,5 cm)[2]
- Nu et son guitariste (HST)[3],
- La Coupe fleurie devant le miroir (HST signée, 50 x 65 cm)[4]
- Nature morte aux fleurs (HST signée en bas à gauche, 70 x 80 cm)[5]